# Mexoleon
Mexoleon är ett släkte av insekter. Mexoleon ingår i familjen myrlejonsländor.
Kladogram enligt Catalogue of Life:
| Mexoleon | \| \| Mexoleon mixtecus \| \| \| \| \| \| Mexoleon papago \| \| \| \| |
|          | \| \| Mexoleon mixtecus \| \| \| \| \| \| Mexoleon papago \| \| \| \| |
|          | Mexoleon mixtecus                                                     |
|          |                                                                       |
|          | Mexoleon papago                                                       |
|          |                                                                       |